# Impremta Ribas
La Impremta Ribas va ser fundada per Pere Ribas, impressor de la Bisbal d'Empordà, que l'any 1898 es traslladà a Palafrugell al carrer de Sant Martí. La impremta va dur el nom de Successors de Pujol fins a l'any 1904. El 1905 la raó social Successors de Pujol esdevé Juanola i Ribas: Pere Ribas era l'impressor i Paulí Juanola exercia de viatjant i representant. La societat va durar fins al 1914, quan ja consta només com a propietat de Pere Ribas Cané, amb seu al carrer de Sant Sebastià. La documentació va ser conservada a la mateixa impremta (posteriorment, Impremta Sala) fins al seu ingrés a l'Arxiu Municipal de Palafrugell. El fons documental conté bàsicament programes d'actes de diferents entitats i negocis de Palafrugell però també d'actes de diverses poblacions veïnes entre els anys 40 i 60 del segle xx. Entre les obres impreses, destaca la novel·la de Prudenci Bertrana Josafat (1906) i la revista Emporium.